# Дуплексный канал с частотным разделением
Дуплексный канал с частотным разделением — тип дуплексной связи, при котором каналы загрузки и передачи данных находятся на разных частотных диапазонах. Интерференции сигналов нет. В силу этого такой тип связи лучше нежели таковая с временным разделением в сетях wireless broadband для симметричного трафика, например приложений голосового общения вроде Skype.
При использовании такого типа связи получатель трафика и его посылатель находятся на различных несущих частотах. Например, в мобильных беспроводных сетях один блок электромагнитного спектра выделяется для канала передачи данных с сотового телефона на базовую станцию, другой — наоборот с базовой станции на сотовый. С таким типом связи можно использовать репитеры.

## Где используется
- 3.9G, 4G (LTE FDD), WiMAX FDD
- Сотовые сети, включая дуплексные режимы UMTS и WCDMA, а также CDMA2000, AMPS, PDS, Interim Standard 95
- Любительское радиовещание (транкинговая система с многоканальным доступом)
- DSL (ADSL, VDSL и др.)